# Jégkorong a 2010. évi téli olimpiai játékokon
A 2010. évi téli olimpiai játékokon a jégkorongtorna mérkőzéseit  Vancouverben, az NHL-ben játszó Vancouver Canucks otthonában, a General Motors Placeben, illetve a Kanadai Egyetemi Sportszövetség UBC Winter Sports Centre nevű csarnokában rendezték meg február 13. és 28. között. Mivel az olimpiai játékokon nem szerepelhetett szponzornév a helyszínek nevében, emiatt a torna ideje alatt a General Motors Place ideiglenesen a „Canada Hockey Place” nevet viselte.
A korábbi téli olimpiai játékokhoz képest ezen a tornán nem a nemzetközileg elfogadott 61 m × 30 m-es pályán játszottak, hanem az NHL-ben megszokott keskenyebb (61 m × 26 m) pályákon. Ez a változtatás körülbelül 10 millió kanadai dollárral csökkentette az építési kiadásokat, valamint ezáltal több mint 35 000-rel több néző tekinthette meg élőben a mérkőzéseket.
A férfiaknál 12 csapatos tornát, míg a nőknél 8 csapatos tornát rendeztek.

## Helyszínek
A jégkorong-tornát Vancouver két csarnokában rendezték meg:
| Vancouver                                    | Vancouver                                       |
| -------------------------------------------- | ----------------------------------------------- |
| Canada Hockey Place Befogadóképesség: 18 630 | UBC Winter Sports Centre Befogadóképesség: 7200 |
| Canada Hockey Place                          |                                                 |

## Éremtáblázat
(A rendező ország csapata eltérő háttérszínnel, az egyes számoszlopok legmagasabb értéke, vagy értékei vastagítással kiemelve.)
| A 2010. évi téli olimpiai játékok éremtáblázata jégkorongban | A 2010. évi téli olimpiai játékok éremtáblázata jégkorongban | A 2010. évi téli olimpiai játékok éremtáblázata jégkorongban | A 2010. évi téli olimpiai játékok éremtáblázata jégkorongban | A 2010. évi téli olimpiai játékok éremtáblázata jégkorongban | Olimpia  |
| ------------------------------------------------------------ | ------------------------------------------------------------ | ------------------------------------------------------------ | ------------------------------------------------------------ | ------------------------------------------------------------ | -------- |
|                                                              | Ország                                                       | Arany                                                        | Ezüst                                                        | Bronz                                                        | Összesen |
| 1.                                                           | Kanada (CAN)                                                 | 2                                                            | 0                                                            | 0                                                            | 2        |
|                                                              |                                                              |                                                              |                                                              |                                                              |          |
| 2.                                                           | Egyesült Államok (USA)                                       | 0                                                            | 2                                                            | 0                                                            | 2        |
|                                                              |                                                              |                                                              |                                                              |                                                              |          |
| 3.                                                           | Finnország (FIN)                                             | 0                                                            | 0                                                            | 2                                                            | 2        |
|                                                              |                                                              |                                                              |                                                              |                                                              |          |
| Összesen                                                     | Összesen                                                     | 2                                                            | 2                                                            | 2                                                            | 6        |

## Férfi torna
| A 2010. évi téli olimpiai játékok érmesei férfi jégkorongban | A 2010. évi téli olimpiai játékok érmesei férfi jégkorongban | A 2010. évi téli olimpiai játékok érmesei férfi jégkorongban | A 2010. évi téli olimpiai játékok érmesei férfi jégkorongban |
| --- | --- | --- | ------------------------------------------------------------ |
| Arany | Ezüst | Bronz |                                                              |
| Kanada (CAN) | Egyesült Államok (USA) | Finnország (FIN) |                                                              |
| Patrice Bergeron Dan Boyle Martin Brodeur Sidney Crosby Drew Doughty Marc-André Fleury Ryan Getzlaf Dany Heatley Jarome Iginla Duncan Keith Roberto Luongo Patrick Marleau Brenden Morrow Rick Nash Scott Niedermayer Corey Perry Chris Pronger Mike Richards Brent Seabrook Eric Staal Joe Thornton Jonathan Toews Shea Weber Szövetségi kapitány: Mike Babcock | David Backes Dustin Brown Ryan Callahan Chris Drury Tim Gleason Erik Johnson Jack Johnson Patrick Kane Ryan Kesler Phil Kessel Jamie Langenbrunner Ryan Malone Ryan Miller Brooks Orpik Zach Parise Joe Pavelski Jonathan Quick Brian Rafalski Bobby Ryan Paul Stastny Ryan Suter Tim Thomas Ryan Whitney Szövetségi kapitány: Ron Wilson | Niklas Bäckström Valtteri Filppula Niklas Hagman Jarkko Immonen Olli Jokinen Niko Kapanen Miikka Kiprusoff Mikko Koivu Saku Koivu Lasse Kukkonen Jere Lehtinen Sami Lepistö Toni Lydman Antti Miettinen Antero Niittymäki Janne Niskala Ville Peltonen Joni Pitkänen Jarkko Ruutu Tuomo Ruutu Sami Salo Teemu Selänne Kimmo Timonen Szövetségi kapitány: Jukka Jalonen |                                                              |

## Női torna
| A 2010. évi téli olimpiai játékok érmesei női jégkorongban | A 2010. évi téli olimpiai játékok érmesei női jégkorongban | A 2010. évi téli olimpiai játékok érmesei női jégkorongban | A 2010. évi téli olimpiai játékok érmesei női jégkorongban |
| --- | --- | --- | ---------------------------------------------------------- |
| Arany | Ezüst | Bronz |                                                            |
| Kanada (CAN) | Egyesült Államok (USA) | Finnország (FIN) |                                                            |
| Meghan Agosta Gillian Apps Tessa Bonhomme Jennifer Botterill Jayna Hefford Haley Irwin Rebecca Johnston Becky Kellar Gina Kingsbury Charline Labonté Carla MacLeod Meaghan Mikkelson Caroline Ouellette Cherie Piper Marie-Philip Poulin Kim St-Pierre Colleen Sostorics Shannon Szabados Sarah Vaillancourt Catherine Ward Hayley Wickenheiser Szövetségi kapitány: Melody Davidson | Kacey Bellamy Caitlin Cahow Lisa Chesson Julie Chu Natalie Darwitz Meghan Duggan Molly Engstrom Hilary Knight Jocelyne Lamoureux Monique Lamoureux Erika Lawler Gisele Marvin Brianne McLaughlin Jenny Schmidgall-Potter Angela Ruggiero Molly Schaus Kelli Stack Karen Thatcher Jessie Vetter Kerry Weiland Jinelle Zaugg-Siergiej Szövetségi kapitány: Mark Johnson | Anne Helin Jenni Hiirikoski Venla Hovi Michelle Karvinen Mira Kuisma Emma Laaksonen Rosa Lindstedt Terhi Mertanen Heidi Pelttari Mariia Posa Annina Rajahuhta Karoliina Rantamäki Noora Räty Mari Saarinen Saija Sirviö Nina Tikkinen Minnamari Tuominen Saara Tuominen Linda Välimäki Anna Vanhatalo Marjo Voutilainen Szövetségi kapitány: Pekka Hämäläinen |                                                            |